# Syreitschikovia
Syreitschikovia Pavlov, 1933 è un genere di piante angiosperme dicotiledoni della famiglia delle Asteraceae.

## Descrizione
Le specie di questo gruppo sono delle erbe oppure dei nano-arbusti. Nelle radici sono sempre presenti dei condotti resinosi, meno frequenti nelle parti aeree; mentre solamente nelle parti aeree sono presenti delle cellule latticifere.
Le foglie possono essere di due tipi radicali (in rosette basali e picciolate) e caulinari (sessili). Sono spinulose-dentate e quelle caulinari sono decorrenti a disposizione alterna. La consistenza è coriacea con superficie verde di sopra e grigio-tomentosa di sotto.
Le infiorescenze (composte da capolini solitari) sono in genere scapose. I capolini contengono solo i fiori tubulosi i quali sono ermafroditi (capolini omogami).  I capolini sono formati da un involucro a forma più o meno ovoide composto da alcune brattee spinose (quelle interne sono scariose) disposte su più serie all'interno delle quali un ricettacolo alveolato fa da base ai fiori tutti tubulosi. Le squame dell'involucro, di tipo lineare con apici acuti (spinulosi), spesso di colore rossastro, sono disposte in modo embricato. Il ricettacolo è setoso.
I fiori sono tetra-ciclici (ossia sono presenti 4 verticilli: calice – corolla – androceo – gineceo) e pentameri (ogni verticillo ha 5 elementi). I fiori sono ermafroditi e actinomorfi.
- Formula fiorale:

- /x K {\displaystyle \infty }, [C (5), A (5)], G 2 (infero), achenio

- Calice: i sepali del calice sono ridotti ad una coroncina di squame.
- Corolla: la corolla, più o meno attinomorfa, in genere è variamente colorata di rosa con corti lobi.
- Androceo: gli stami sono 5 con filamenti glabri, liberi e distinti, mentre le antere sono saldate in un manicotto (o tubo) circondante lo stilo. Le antere hanno delle brevi appendici.[10]
- Gineceo: lo stilo è filiforme;  gli stigmi dello stilo sono due divergenti. L'ovario è infero uniloculare formato da 2 carpelli.

Gli acheni, con forme obpiramidali e compressi, glabri e faccia rugosa, sono provvisti di un pappo doppio (le setole esterne sono filiformi; quelle più interne sono più lunghe e con apice barbato) le cui setole sono decidue e alla base sono connate in un anello. L'apice dell'achenio possiede un piccolo anello denticolato. Il pappo è inserito su una piastra apicale all'interno di una anello di tessuto parenchimatico.

## Biologia
- Impollinazione: l'impollinazione avviene tramite insetti (impollinazione entomogama).
- Riproduzione: la fecondazione avviene fondamentalmente tramite l'impollinazione dei fiori (vedi sopra).
- Dispersione: i semi cadendo a terra (dopo essere stati trasportati per alcuni metri dal vento per merito del pappo – disseminazione anemocora) sono successivamente dispersi soprattutto da insetti tipo formiche (disseminazione mirmecoria).

## Distribuzione
Le specie di questo genere si trovano in Kazakistan, Kirghizistan, Uzbekistan e Xinjiang

## Tassonomia
La famiglia di appartenenza di questa voce (Asteraceae o Compositae, nomen conservandum) probabilmente originaria del Sud America, è la più numerosa del mondo vegetale, comprende oltre 23.000 specie distribuite su 1.535 generi, oppure 22.750 specie e 1.530 generi secondo altre fonti (una delle checklist più aggiornata elenca fino a 1.679 generi). La famiglia attualmente (2021) è divisa in 16 sottofamiglie.
La tribù Cardueae (della sottofamiglia Carduoideae) a sua volta è suddivisa in 12 sottotribù (la sottotribù Onopordinae è una di queste).

### Filogenesi
Il genere Syreitschikovia appartiene alla sottotribù Onopordinae (tribù Cardueae, sottofamiglia Carduoideae). In precedenza il genere era descritto nel gruppo informale "Onopordum Group" all'interno della sottotribù Carduinae.
Nell'ambito della sottotribù, divisa in due cladi principali, il genere di questa voce fa parte del secondo clade e si trova vicino ai generi Lamyropappus e Olgaea.
Il numero cromosomico delle specie di questo genere è: 2n = 24.

### Elenco delle specie
Il genere comprende le seguenti 2 specie:
- Syreitschikovia spinulosa (Franch.) Pavlov
- Syreitschikovia tenuifolia (Bong.) Pavlov